# Сига, Аканэ
Аканэ Сига (яп. 志賀 紅音 Сига Аканэ, род. 3 марта 2001, Обихиро, Хоккайдо) — японская хоккеистка, защитница. Игрок сборной Японии, дебютировавшая в 2019 году. В чемпионате Японии выступала за команду «Обихиро Ледис». С 2016 по 2019 год играла в составе юниорской сборной Японии, была капитаном на турнире 2019 года. Победитель двух турниров первого дивизиона юниорского чемпионата мира (2016 и 2018). Вместе с Аири Сато и Кахо Судзуки провела наибольшее количество матчей на юниорских чемпионатах мира среди японских хоккеисток. Старшая сестра, Аои Сига, также выступает за женскую сборную Японии по хоккею с шайбой.

## Биография
У Аканэ Сига есть старшая сестра, Аои, которая также является хоккеисткой. Аканэ Сига играет за команду «Обихиро Ледис». В сезоне 2015/16, в возрасте 15-ти лет, дебютировала за юниорскую сборную Японии на чемпионате мира до 18 лет. На турнире первого дивизиона Аканэ вместе с сестрой Аои стали самыми результативными защитниками японской команды. Японки выиграли все матчи на соревновании и получили допуск в топ-дивизион. В 2018 году сборная Японии не сумел остаться в элите, заняв последнее место. Аканэ не набрала баллов за результативность при лучшем показателе полезности в команде «+2». В розыгрыше группы A первого дивизиона чемпионата мира 2018 Сига стала лучшим ассистентом команды с 5-ю результативными передачами и помогла занять сборной 1-е место. На турнире 2019 года Аканэ Сига была назначена капитаном юниорской сборной. Как и два года назад японки заняли последнее место и покинули топ-дивизион. По итогам турнира Аканэ была включена в тройку лучших игроков своей сборной. Она также стала лидером среди японских хоккеисток по количеству сыгранных матчей на юниорских чемпионатах мира — 21. В этом же году Сига дебютировала за основную сборную Японии на чемпионате мира 2019. В матче со сборной Швеции Аканэ забросила свою первую шайбу. Япония проиграла в 1/4 финала сборной США и заняла на турнире 8-е место.

## Статистика
| Легенда | Легенда                    | Легенда | Легенда                   | Легенда | Легенда    |
| ------- | -------------------------- | ------- | ------------------------- | ------- | ---------- |
| И       | Количество проведённых игр | Штр     | Штрафное время            | +/−     | Плюс-минус |
| Г       | Голы                       | П       | Голевые передачи          | О       | Очки       |
| -       | Статистика неизвестна      | —       | Статистика не учитывалась |         |            |

### Международная
По данным: Eurohockey.com и Eliteprospects.com

## Достижения
Командные
| Год  | Команда         | Достижение                                                           | Достижение |
| ---- | --------------- | -------------------------------------------------------------------- | ---------- |
| 2016 | Япония (юниор.) | Победительница первого дивизиона юниорского чемпионата мира          |            |
| 2018 | Япония (юниор.) | Победительница группы A первого дивизиона юниорского чемпионата мира |            |

- По данным Eliteprospects.com.

## Рекорды
Япония (до 18)
- Наибольшее количество сыгранных матчей на юниорских чемпионатах мира — 21 (совместно с Аири Сато и Кахо Судзуки)

По данным: Eliteprospects.com